# Stânca Galiția
Stânca Galiția (în ucraineană Галицька стінка) este o rezervație peisagistică de importanță locală din raionul Secureni, regiunea Cernăuți (Ucraina), situată la vest de satul Galiția.
Suprafața ariei protejate constituie 119 de hectare, fiind înființată în anul 1994 prin decizia consiliului regional. Statutul a fost acordat pentru protecția peisajului natural pitoresc situat pe versantul drept împădurit al canionului Nistrului și afluenții săi cu vegetație forestieră, formațiuni geomorfologice ca peșteri, roci, straturi geologice. Lungimea grotelelor ajunge la 3-4 m, înălțimea variază de la 0,4 la 3 m, ceea ce creează condiții pentru șederea temporară a anumitor specii de faună.
Picturi creștini (cruci) au fost găsite pe pereții unor grote din rezervație, potrivit istoricilor, epoca tăierii lor fiind probabil secolele XV-XVI. Adiacent rezervației se află mănăstirea rupestră Sfântul Nicolae⁠(uk)[traduceți], cunoscută încă din Evul Mediu, care și-a început inițial activitatea în grotele calcaroase extinse și locuite de călugării chiliilor. 